# Переулок Красного Курсанта (Санкт-Петербург)
Переулок Кра́сного Курса́нта — переулок в Петроградском районе в Санкт-Петербурге. Проходит от улицы Красного Курсанта до Малой Гребецкой улицы.

## История
16 апреля 1887 года присвоено имя Юнкерский переулок, по местонахождению напротив проезда Юнкерского училища.
6 октября 1923 года переименован в переулок Курсанта в честь «красных курсантов» в связи с тем, что в помещении Военно-топографического училища в 1918 году открылись первые в стране пехотные курсы по подготовке командного состава Рабоче-Крестьянской Красной Армии, в противовес прежнему названию. С 1930-х годов употребляется название в современной форме переулок Красного Курсанта.